# Didymodon ferrugineus
Didymodon ferrugineus là một loài Rêu trong họ Pottiaceae. Loài này được (Schimp. ex Besch.) M.O. Hill mô tả khoa học đầu tiên năm 1981.

## Hình ảnh

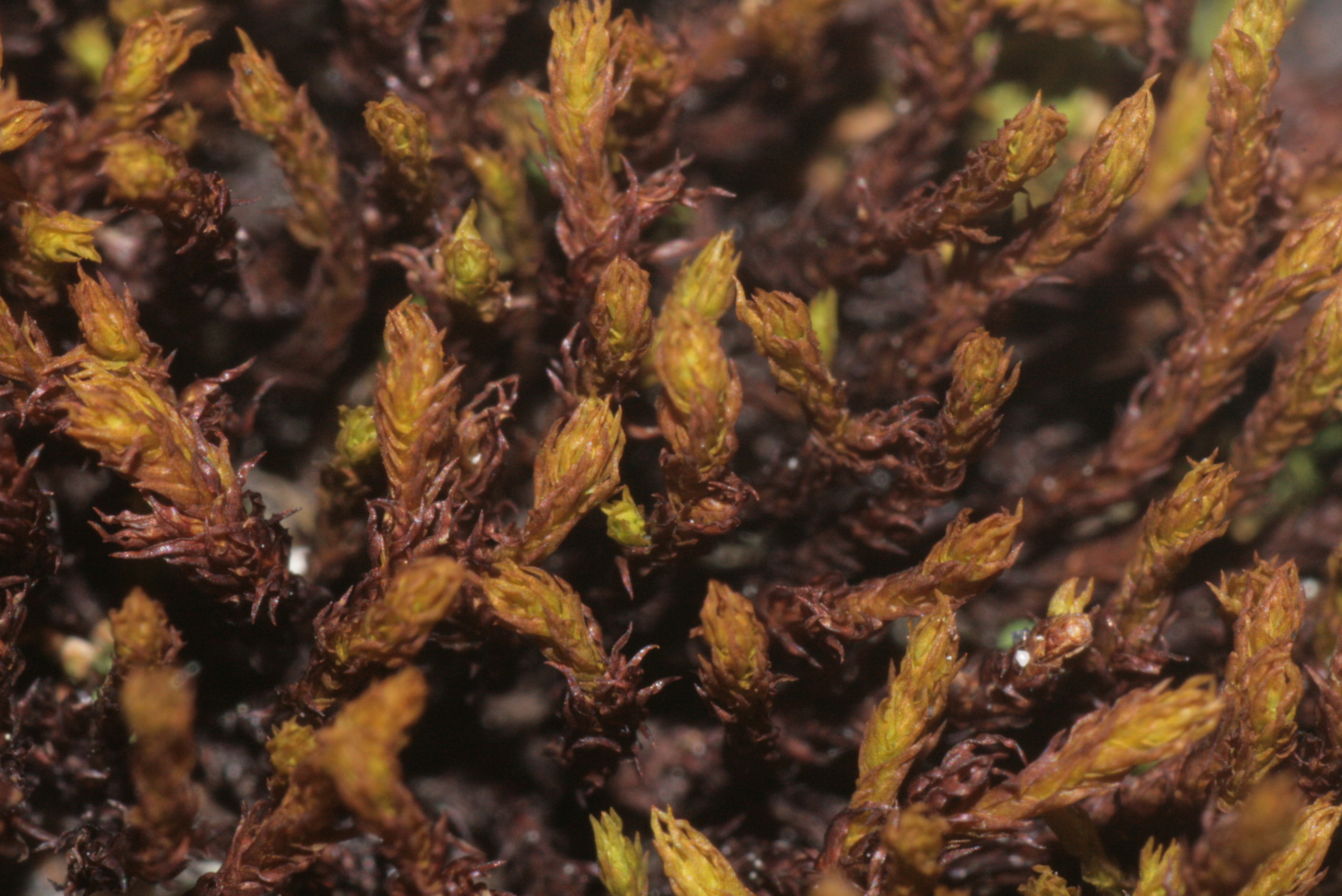
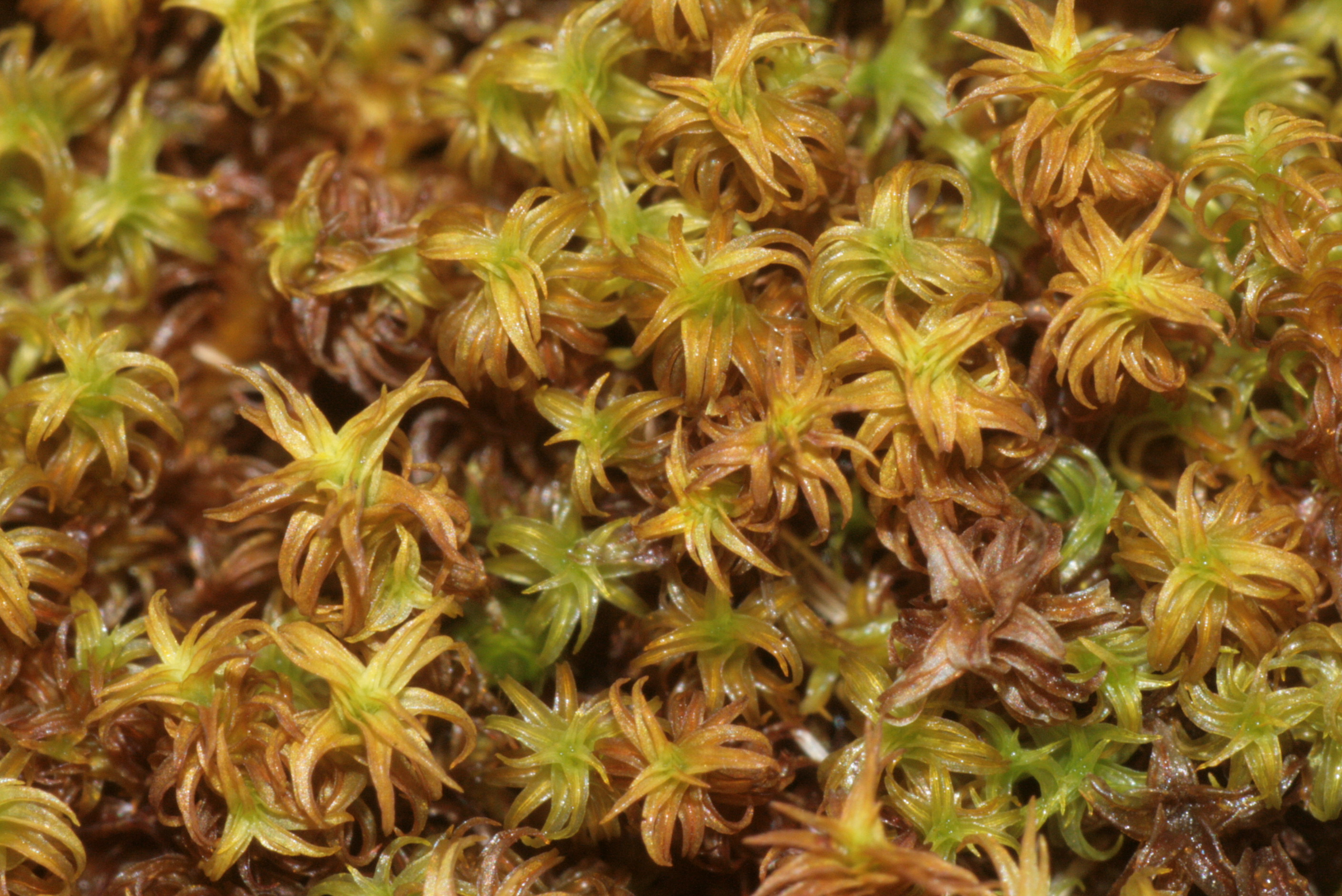
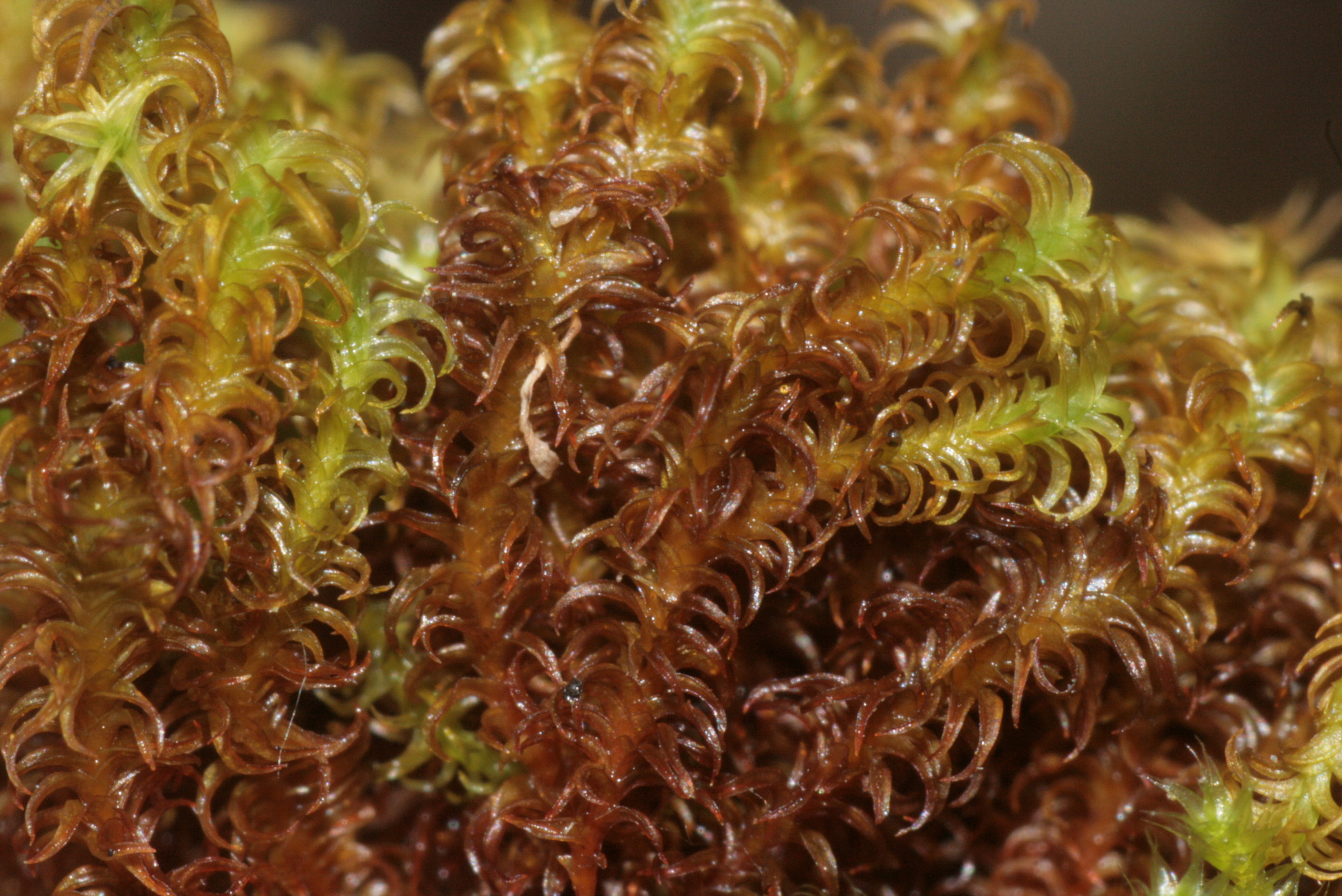
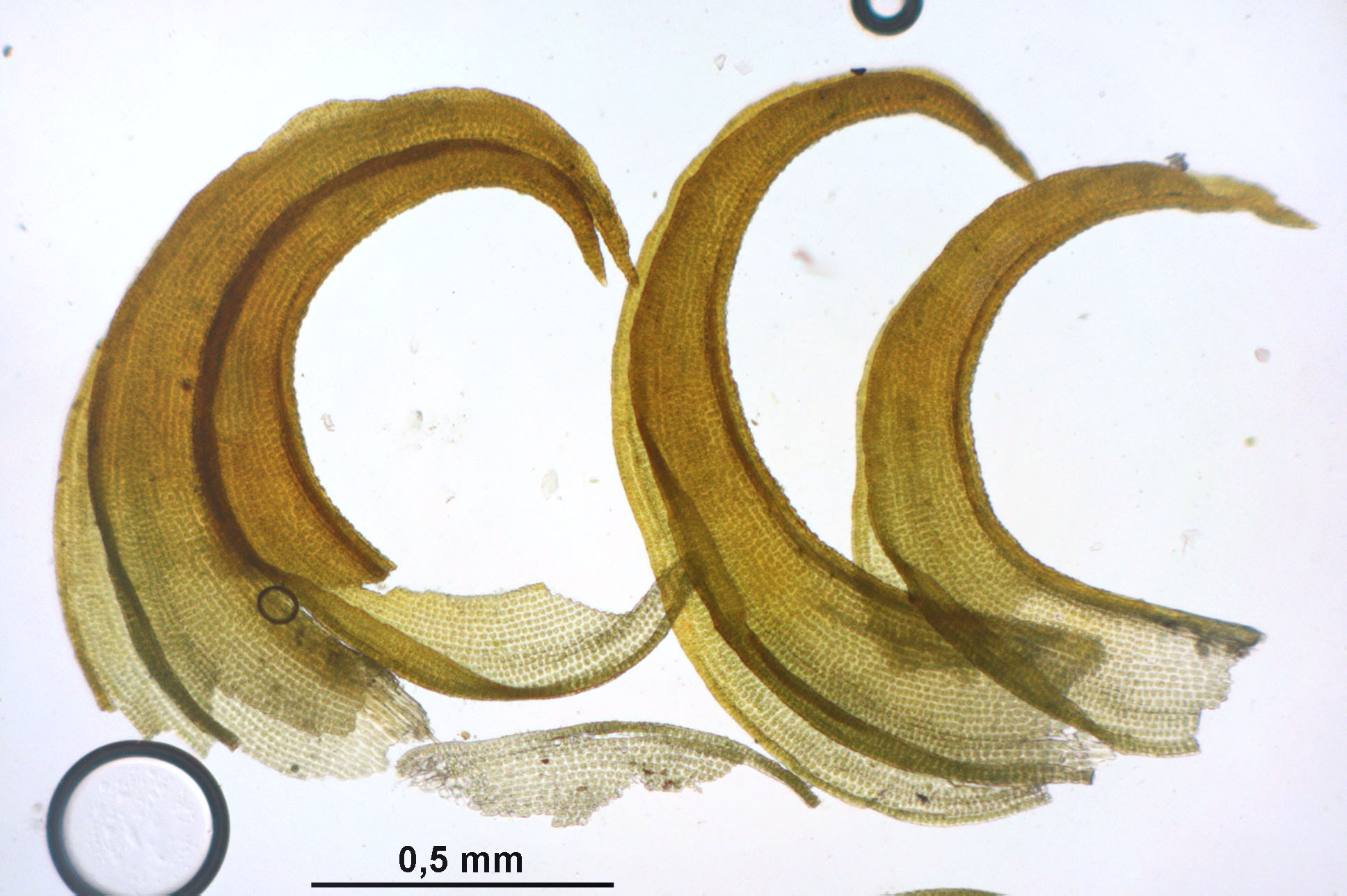